# Alfredo Maria Garsia
Alfredo Maria Garsia (Augusta, 14 januari 1928 – aldaar, 4 juni 2004) was rooms-katholiek bisschop van Caltanissetta op Sicilië, Italië.

## Levensloop
Garsia was een Siciliaan geboren in Augusta aan de oostkust. In 1951 ontving hij de priesterwijding in het aartsbisdom Syracuse. 
Paus Paulus VI benoemd hem tot bischop van Caltanissetta (1973), waarna de kardinaal-aartsbisschop van Palermo Pappalardo hem wijdde tot bisschop. De bisschopswijding vond plaats in zijn geboortedorp Augusta (1974). Zijn devies was In humilitate et veritate servire, wat betekent dienen in nederigheid en waarheid.
Garsia hield zich binnen de Italiaanse bisschoppenconferentie bezig met de kwestie van migranten; in het jaar 2001 werd hij benoemd tot pauselijk adviseur in migrantenzaken.
Paus Johannes-Paulus II aanvaardde zijn ontslag in 2003. 
Garsia overleed een jaar later en zijn lichaam werd bijgezet in een tombe in de kathedraal van Caltanissetta. De tombe toont de zee als symbool van toegangsweg gebruikt door migranten.